# Koča Popović
```

```

Konstantin Popović, dit Koča Popović (en serbe cyrillique : Константин Коча Поповић), né le 14 mars 1908 à Belgrade et mort le 20 octobre 1992 dans cette même ville, est un homme politique et militaire yougoslave d'origine serbe. Volontaire durant la guerre d'Espagne, il est ensuite le commandant de la première division prolétarienne des Partisans yougoslaves au cours de la Seconde Guerre mondiale.
Après la mise en place du régime communiste en 1945, il est chef d'état-major de l'Armée populaire yougoslave de 1948 à 1953 puis ministre des Affaires étrangères de 1953 à 1965. De 1965 à 1972, il est membre du Conseil exécutif fédéral, puis vice-président de la république fédérative socialiste de Yougoslavie de 1966 à 1967.
Il a été décoré de l'ordre du Héros national et de diverses autres décorations yougoslaves et étrangères.
Il figure par ailleurs parmi les fondateurs du FK Partizan Belgrade, un club de football professionnel serbe. 

## Distinctions
- Grand-croix de l'ordre de Saint-Olaf
- Grand-croix de la Légion d'honneur
- Grand-croix de l'ordre du Faucon
- Chevalier grand-croix de l'ordre d'Orange-Nassau
- Grand-croix de l'ordre de la Rose blanche

## Source
- (en) Cet article est partiellement ou en totalité issu de l’article de Wikipédia en anglais intitulé « Koča Popović » (voir la liste des auteurs).